# انتخابات الرئاسة الرومانية 2009
انتخابات الرئاسة الرومانية 2009 هي الانتخابات الرئاسية التي جرت في 2009، لانتخاب رئيس رومانيا ‏، فاز بالانتخابات ترايان باسيسكو.

## المرشحين
| المرشح         | الحزب | عدد الأصوات |
| -------------- | ----- | ----------- |
| ترايان باسيسكو |       |             |